# Chlorophonia
Chlorophonia és un dels gèneres d'ocells de la família dels fringíl·lids (Fringillidae).

## Taxonomia

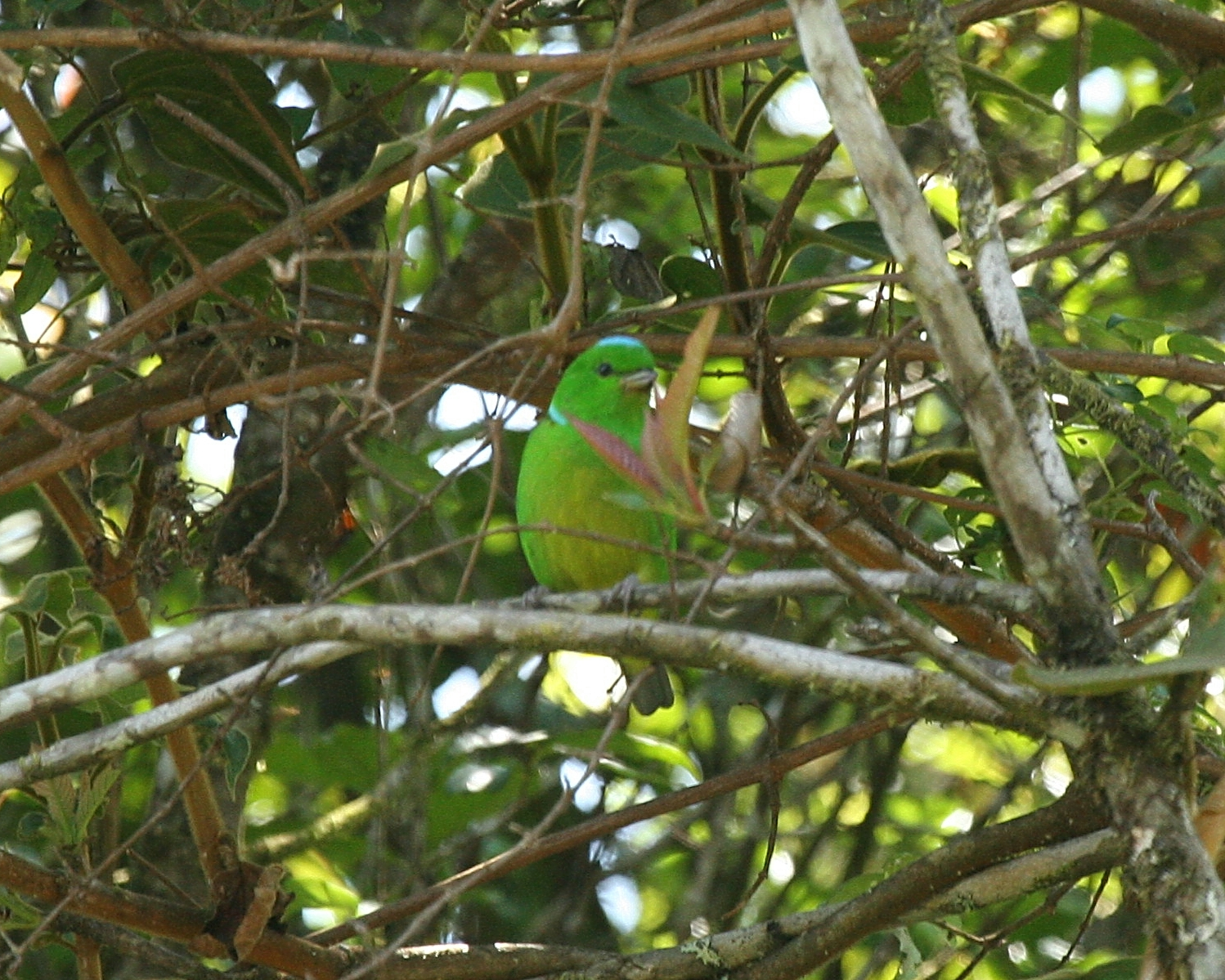
Chlorophonia occipitalis

Segons la classificació del Congrés Ornitològic Internacional (versió 14.2, 2024), aquest gènere està format per deu espècies:
- Chlorophonia flavirostris - clorofònia de collar groc
- Chlorophonia cyanea - clorofònia de clatell blau
- Chlorophonia pyrrhophrys - clorofònia de pit castany
- Chlorophonia occipitalis - clorofònia de coroneta blava
- Chlorophonia callophrys - clorofònia celladaurada
- Chlorophonia elegantissima
- Chorophonia musica
- Chlorophonia sclateri
- Chlorophonia flavifrons
- Chlorophonia cyanocephala